# Ernst Arendt
Ernst Arendt (* 6. Januar 1949 in Freiburg im Breisgau) ist ein deutscher Tierfilmer, der zusammen mit Hans Schweiger ab 1977 die erfolgreiche Tierfilmreihe „Tiere vor der Kamera“ produziert hat. Er ist ein Sohn der Freilicht- und Objektmalerin Trude Hoppe-Arendt und wurde für seine Arbeiten mehrfach mit bedeutenden Fernsehpreisen ausgezeichnet.
Ernst Arendt lebt im südbadischen Ötlingen, einem Ortsteil von Weil am Rhein.

## Auszeichnungen
- 1979 – Goldener Gong für Tiere vor der Kamera
- 1989 – Goldene Kamera in der Kategorie Tierfilmer
- 1990 – Adolf-Grimme-Preis mit Bronze für die Folge Die Nächte der Tasmanischen Teufel aus Tiere vor der Kamera (zusammen mit Hans Schweiger)
- 1991 – Bayerischer Fernsehpreis für Lied der Landschaft aus der Reihe Tiere vor der Kamera
- 2005 – Görlitzer Meridian Naturfilmpreis zusammen mit Hans Schweiger
- 2006 – DUH-Umwelt-Medienpreis für sein Lebenswerk
- 2012 – NaturVision Filmfestival Publikumspreis für Highway durch die Rocky Mountains – Herbst